# Oracle Call Interface
Das Oracle Call Interface (OCI) ist ein API zum Zugriff auf einen Oracle-Datenbankserver.
Das API ermöglicht lesende und modifizierende Zugriffe auf die Daten und deren Struktur, das Datenbankschema. Die Schnittstelle ist für die Programmiersprache C konzipiert und für unterschiedlichste Betriebssysteme verfügbar. Für C++ ist mit dem Oracle C++ Call Interface (OCCI) eine auf OCI basierende Erweiterung verfügbar.
Die Gestaltung der Schnittstelle ist alleine durch den Hersteller (Oracle) bestimmt und an keinen übergreifenden Standard gebunden.